# ویتیزین آ
ویتیزین ای (به انگلیسی: Vitisin A (pyranoanthocyanin)) با فرمول شیمیایی C۲۶H۲۵O۱۴+ یک ترکیب شیمیایی است. که جرم مولی آن ۵۶۱٫۴۶ g/mol می‌باشد. 